# Ананд, Сатьяпал
Сатьяпал Ананд (англ. Satyapal Anand; 24 апреля 1931, Кот-Саранг — 3 августа 2025, Торонто) — индо-американский писатель, поэт и литературный критик, писавший на английском, урду, хинди и панджаби. Известен своими произведениями, сочетающими элементы восточной и западной культур, а также исследованиями в области литературы и философии.

## Биография
Сатьяпал Ананд родился 24 апреля 1931 года в деревне Кот-Саранг, округ Талаганг (ныне Пакистан). Начальное образование получил на родине, среднюю школу окончил в Равалпинди в 1947 году. После раздела Индии его семья переехала в Лудхиану, Восточный Пенджаб. Там он продолжил образование, получив степень магистра английской литературы в Панджабском университете в Чандигархе с отличием. Позже защитил докторскую диссертацию по английской литературе на тему «Изменяющееся представление о природе реальности и литературные техники выражения», а затем получил вторую докторскую степень по философии в Тринити-университете, Техас, США.
В ноябре 1957 года женился на Промиле Ананд. У пары родилось двое сыновей, Прамод и Сачин, и дочь по имени Дейзи.
Ананд умер 3 августа 2025 года в возрасте 94 лет в Торонто, провинция Онтарио, Канада.

## Карьера

### Академическая деятельность
Сатьяпал Ананд посвятил значительную часть своей жизни преподаванию в университетах по всему миру. Начал преподавательскую деятельность в Панджабском университете в Чандигархе в 1961 году. Позже занимал преподавательские должности в Университете округа Колумбия (Вашингтон, округ Колумбия), был приглашённым профессором в Юго-Восточном университете (Вашингтон, округ Колумбия), Университете Британской Колумбии (Ванкувер, Канада) и Открытом университете (Великобритания). С 1992 по 1995 год работал по специальному назначению профессором образования в Департаменте технического образования Саудовской Аравии. За свою международную преподавательскую деятельность получил прозвище «профессор аэропортов».

### Литературная деятельность
Литературная карьера Ананда началась в начале 1950-х годов, когда он опубликовал сборник поэзии, сборник рассказов и романы на урду. В 1957 году его хинди-роман «Чаук Гханта Гхар» был запрещён правительством Пенджаба, Индия, и против него был выдан ордер на арест. Его первое собрание рассказов было опубликовано в 1953 году, когда ему было 22 года. Ананд получил признание среди писателей и поэтов за свои литературные произведения на урду, панджаби, хинди и английском языках. Он предпочитал писать назмы, а не газели, и его поэзия часто основывалась на истории, мифологии и смешении восточной и западной культур.

## Награды
Сатьяпал Ананд был удостоен нескольких литературных наград за свои произведения. Его английское стихотворение «Так говорила Рыба» получило признание на международном конкурсе, организованном ООН.